# 773
Évszázadok: 7. század – 8. század – 9. század
Évtizedek: 720-as évek – 730-as évek – 740-es évek – 750-es évek – 760-as évek – 770-es évek – 780-as évek – 790-es évek – 800-as évek – 810-es évek – 820-as évek
Évek: 768 – 769 – 770 – 771 –  772 – 773 – 774 – 775 – 776 – 777 – 778

## Események

### Európa
- I. Adorján pápa sürgetésére Nagy Károly frank király jelentős sereggel (melynek egy felét nagybátyja, Bernard vezeti) megtámadja az itáliai Longobárd Királyságot. Egy kisebb határmenti összecsapást követően ostrom alá veszi a fővárost, Paviát. Desiderius longobárd király a városban marad, míg fiát, Adelchist (valamint a korábban meghalt I. Karlmann frank király özvegyét és fiait) a jobban megerősített Veronába küldi. Károly egy kisebb kontingenssel átvonul Veronához, mire Adelchis Konstantinápolyba menekül, a város pedig kapitulál. Az év további részében Pavia ostromzár alatt marad, anélkül, hogy a longobárdok megpróbálnák felmenteni.
- A szászok kihasználják Nagy Károly itáliai lekötöttségét és visszafoglalják a frankoktól az előző évben elvesztett Eresburgot és Syburgot, valamint sikertelenül ostromolják Büraburgot.
- Meghal Brochfael ab Elisedd, a walesi Powys királya. Utóda Cadell ap Brochfael.

### Abbászida Kalifátus
- Al-Manszúr kalifa arabra fordíttat számos indiai matematikai értekezést, amelyekben a nulla fogalmáról is említés történik.

## Születések
- Heizei, japán császár
- Liu Cung-jüan, kínai költő

## Halálozások
- Brochfael ab Elisedd, powysi király
- Róben, japán buddhista szerzetes

## Fordítás
- Ez a szócikk részben vagy egészben  a(z)   773 című angol Wikipédia-szócikk ezen változatának fordításán alapul.  Az eredeti cikk szerkesztőit annak laptörténete sorolja fel. Ez a jelzés csupán a megfogalmazás eredetét és a szerzői jogokat jelzi, nem szolgál a cikkben szereplő információk forrásmegjelöléseként.